# Estação Duroc
Duroc é uma estação das linhas 10 e 13 do Metrô de Paris, localizada no limite do 6.º, do 7.º e do 15.º arrondissements de Paris.

## Situação
A estação está situada no cruzamento conhecido como place Léon-Paul-Fargue onde se cruzam o eixo boulevard des Invalides / boulevard du Montparnasse, de um lado, e a rue de Sèvres, do outro lado.

## História
A estação foi inaugurada em 1923. Seu nome presta homenagem a Géraud Christophe Michel Duroc, duque de Friul (1772-1813), general do Império, que foi ajudante-de-ordens de Bonaparte na Itália e no Egito (ver Campanha da Itália (1796-1797) e Campanha do Egito). Ele foi nomeado Grande marechal do palácio em 1804. Ele repousa nos Invalides junto do Imperador. A estação está situada perto da antiga barreira de Sèvres do Muro dos Fermiers Généraux.

Esquema das alterações das linhas 8, 10 e 14, em 1937.

Em 1937, a estação foi modificada no âmbito de uma reorganização complexa das linhas 8, 10 e 14. Originalmente, o túnel comportava uma curva muito próxima ao sul da estação emprestado pelos trens da linha 10. Esta parte foi desfeita e uma nova estação foi construída para a linha 10 redirecionada para Porte d'Auteuil. A estação original foi então servida pela linha 14, que se tornou a linha 13 em 1976.

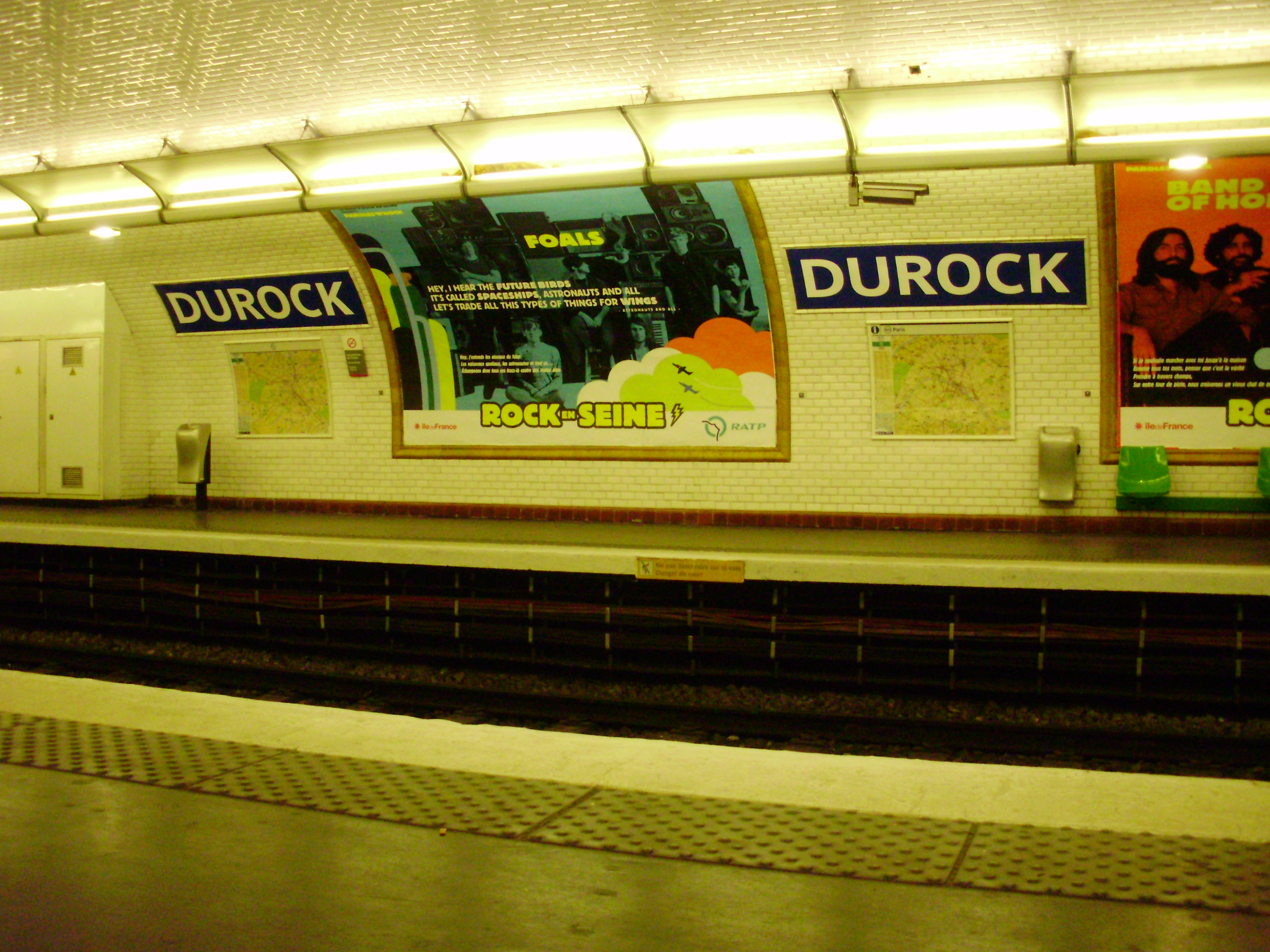
Plataforma da linha 10, em junho de 2010, com o nome da estação modificado temporariamente durante o festival Rock en Seine.

Ele foi renomeada "Durock", nas plataformas da linha 10, em 23 de junho de 2008 e em 2009 para o festival Rock en Seine, antes de recuperar o seu nome original uma semana mais tarde. A operação foi renovada de 1 a 7 de junho de 2010, assim como em 2012, 2013, 2014 e de 11 de junho a 17 de junho de 2018.
Em 2011, 3 218 029 passageiros entraram nesta estação. Ela foi vista a entrar 3 339 347 passageiros em 2013, o que a coloca na 158ª posição das estações de metro para a sua presença.
Em 6 de dezembro de 2017, em homenagem a Johnny Hallyday morto na noite, a RATP decidiu renomear a estação "Durock Johnny" o período de um dia e difundiu na estação uma parte de sua discografia.

## Serviços aos Passageiros

### Acessos
A estação tem quatro acessos:
- Acesso 1 - boulevard des Invalides - Institut national des jeunes aveugles, 56, boulevard des Invalides.
- Acesso 2 - boulevard du Montparnasse - Hôpital Necker-Enfants malades, no 2, boulevard du Montparnasse.
- Acesso 3 - place Léon-Paul-Fargue, no lado leste da praça.
- Acesso 4 - rue de Sèvres, no lado norte da place Léon-Paul-Fargue.

### Plataformas
As plataformas da linha 10 são de configuração padrão: eles são plataformas laterais separadas pelas vias do metrô e a abóbada é elíptica. A decoração é do estilo usado pela maioria das estações de metrô: a faixa de iluminação é branca e arredondada no estilo "Gaudin" da renovação do metrô da década de 2000, e as telhas em cerâmica brancas biseladas recobrem os pés-direitos, a abóbada  e o tímpano. Os quadros publicitários são de faiança da cor de mel e o nome da estação é também em faiança. Os assentos são do estilo "Motte" de cor azul.

### Intermodalidade
A estação é servida pelas linhas 28, 39, 70, 82, 87, 89 e 92 da rede de ônibus RATP.

## Pontos turísticos
- Hôpital Necker-Enfants malades
- Ministério do Ultramar
- Musée Valentin-Haüy